# Isola di San Clemente (Stati Uniti)
San Clemente è un'isola dell'arcipelago delle Channel Islands in California (USA), situata a circa 39 km dalle coste della contea di Los Angeles di cui fa parte. È la più meridionale delle Channel Islands e, secondo l'ultimo censimento del 2000, è ufficialmente disabitata.

## Storia
Vari archeologi hanno ritrovato tracce della presenza umana databili intorno ai 10.000 anni fa.
Gli ultimi abitanti hanno lasciato alcuni materiali sia sulla parte nord dell'isola che nell'entroterra, come ad esempio un vetro di ossidiana proveniente da un vulcano della California meridionale.
L'isola fu denominata così dall'esploratore spagnolo Sebastián Vizcaíno il 23 novembre 1602, appunto giorno del santo.